# Raymond Loewy
Raymond Loewy (5. listopadu 1893 Paříž – 14. července 1986 Monte Carlo) byl francouzsko-americký průmyslový designér židovského původu. Americké občanství získal v roce 1938. Navrhl loga firem Shell, Exxon, TWA, Spar nebo British Petroleum. K jeho dílům patří též interiér autobusu Greyhound Scenicruiser, prodejní automaty Coca-Cola a redesign jejich lahví, legendární design krabiček cigaret Lucky Strike, chladniček Coldspot, automobilů Studebaker Avanti, Commander či Champion nebo grafický design Air Force One. Podílel se také na designu mnoha železničních vozů, včetně lokomotiv GG1, S-1 nebo Q2, barevného schématu a motivu orla pro první vlaky Missouri Pacific Railroad. Jeho designérská kariéra trvala sedm desetiletí. Tisk o něm psal jako o "muži, který utvářel Ameriku" nebo "otci průmyslového designu". 31. října 1949 se objevil na obálce časopisu Time.

## Galerie

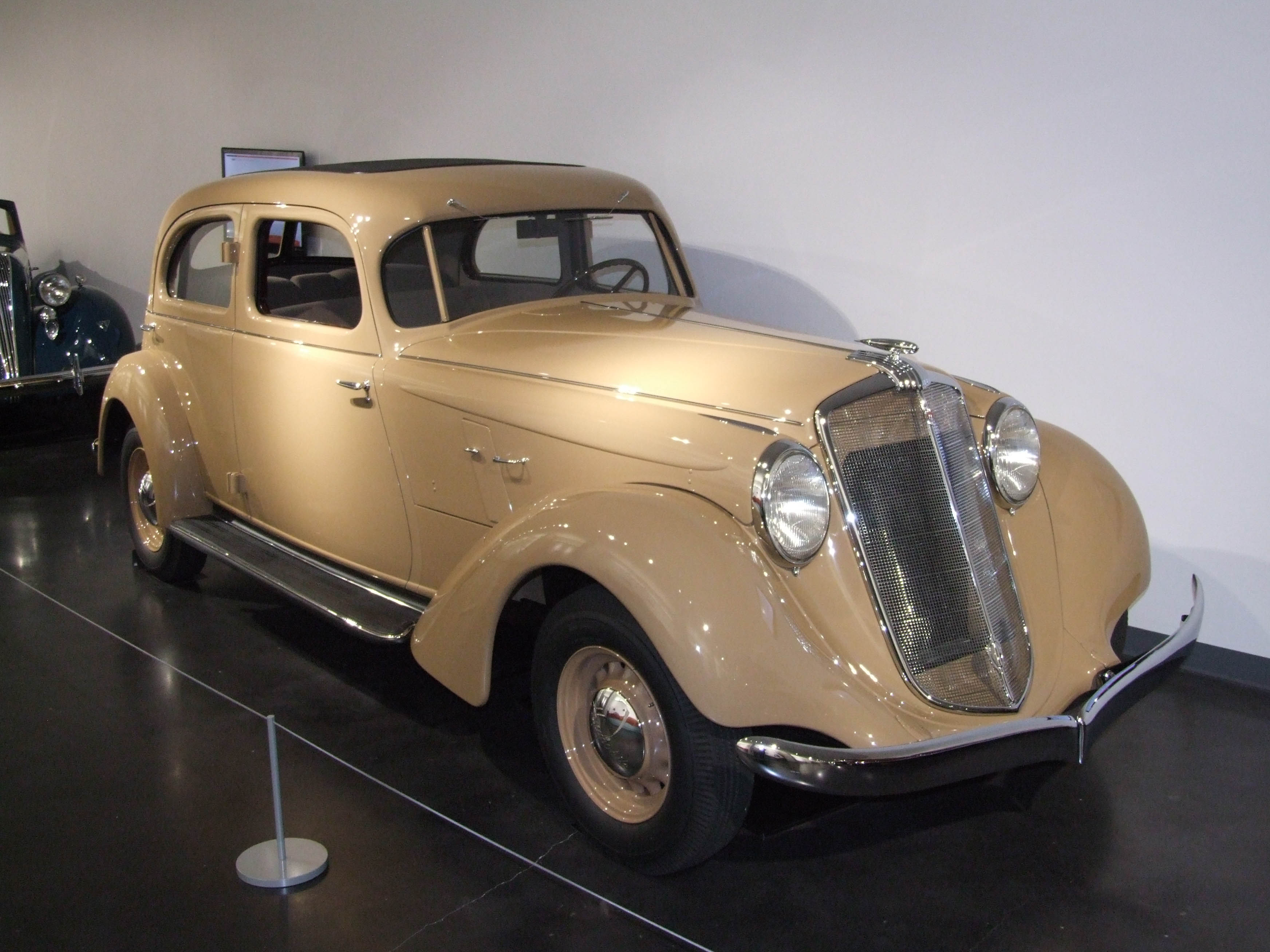
Hupmobile Model 527-T (1935)
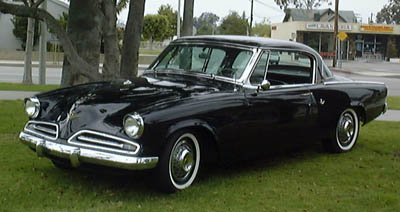
Studebaker Commander (1953)
Loewyho logo společnosti Exxon (1966)
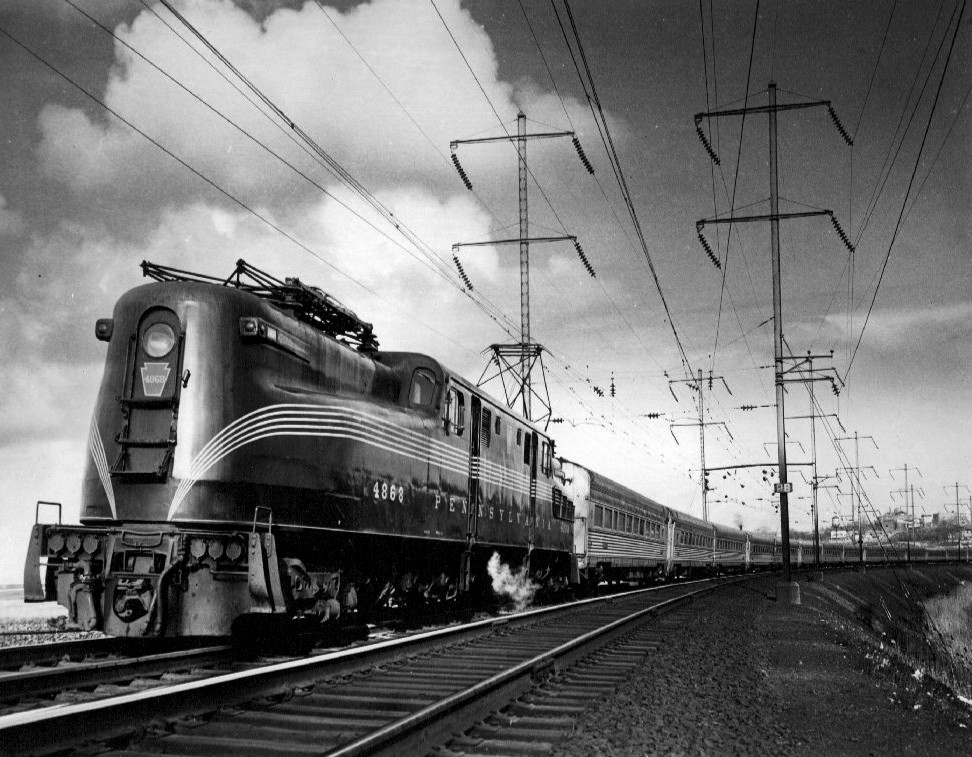
Lokomotiva GG1
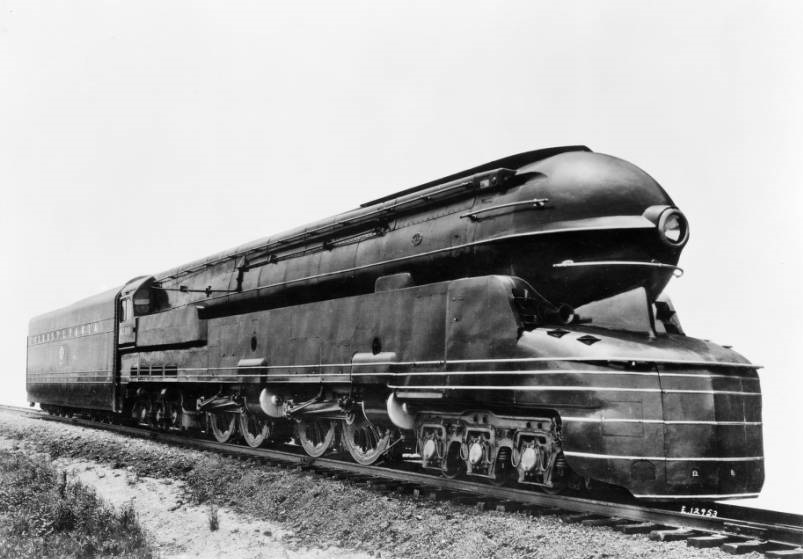
Lokomotiva S1
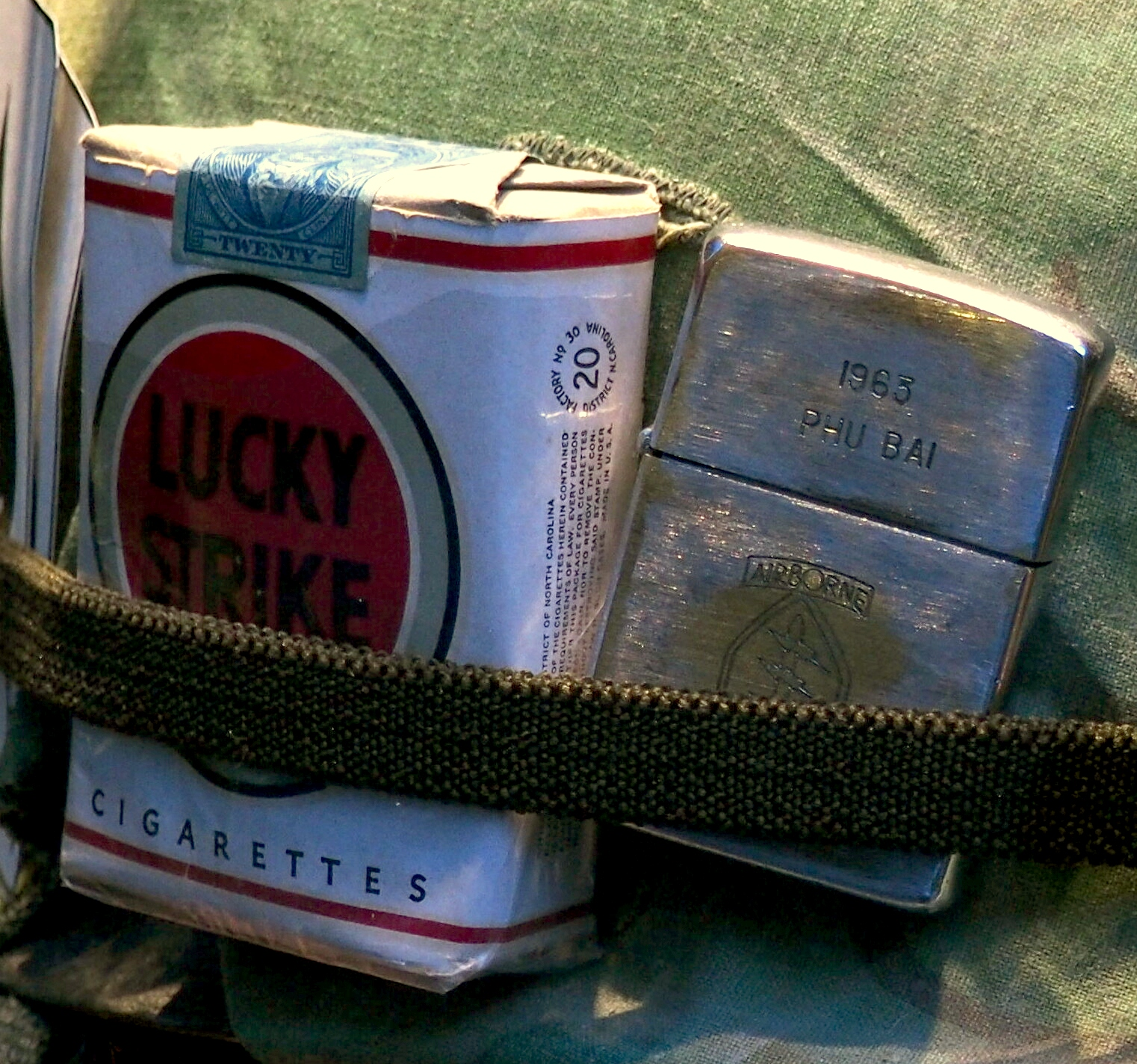
Krabička cigaret Lucky Strike (1942)
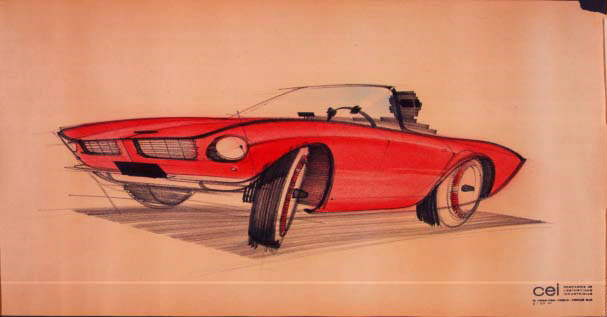
Loewyho návrh vozu Studebaker Avanti (1963)
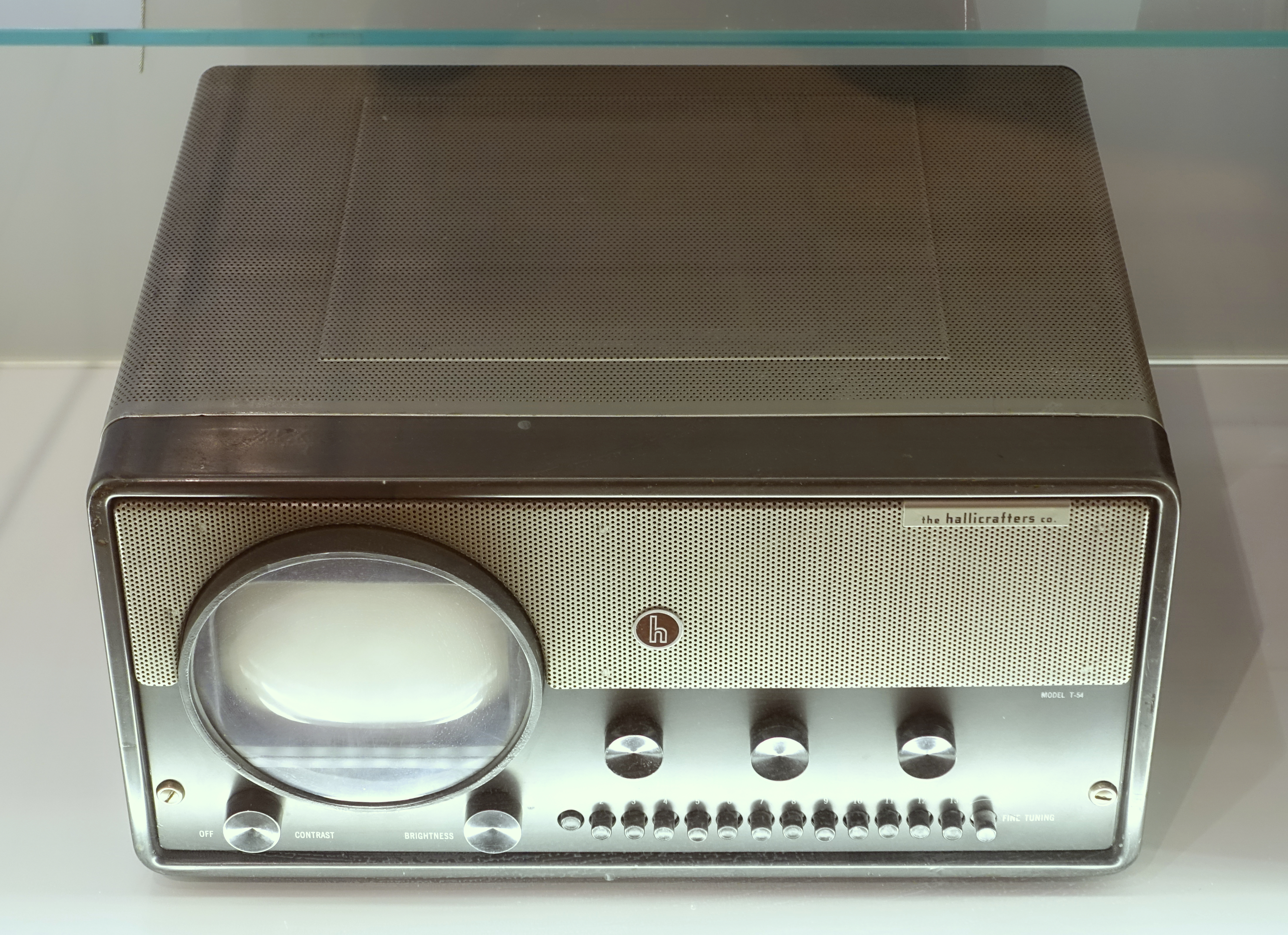
Televizor Halicrafters T 54 (1948)